# Melitaea tungana
Melitaea tungana är en fjärilsart som beskrevs av Adalbert Seitz 1909. Melitaea tungana ingår i släktet Melitaea och familjen praktfjärilar. Inga underarter finns listade i Catalogue of Life.